# Kami-kama
Koordinaten: 69° 16′ S, 39° 46′ O
Kami-kama (japanisch 上釜 Oberer Kessel) ist eine halbkreisförmige Depression an der Prinz-Harald-Küste des ostantarktischen Königin-Maud-Lands. Sie liegt im oberen Abschnitt des Simo-kama im südlichen Teil der Langhovde.
Japanische Wissenschaftler kartierten sie anhand von Vermessungen und Luftaufnahmen aus den Jahren zwischen 1957 und 1962. Die Benennung erfolgte 1972.